# Einar Meulengracht
Jens Einar Meulengracht (* 7. April 1887 in Kopenhagen; † 26. Dezember 1976) war ein dänischer Mediziner.

## Leben
Meulengrachts Vater war Fabrikingenieur. Meulengracht studierte ab 1905 Medizin an der Universität Kopenhagen und wurde 1912 approbiert. Danach arbeitete er 1912/1913 während der Balkankriege als Arzt in einem serbischen Kriegslazarett in Valjevo.
Nach seiner Rückkehr setzte er seine Weiterbildung in Dänemark an verschiedenen Krankenhäusern fort, so am Rigshospitalet, der Kopenhagener Universitätsklinik, in der Inneren Medizin unter Knud Helge Faber, und am Bispebjerg Hospital im Pathologischen Institut unter Ettermann sowie dort in der medizinischen Abteilung unter Victor Scheel. Seine Promotion erfolgte 1918, er wurde Facharzt für Innere Medizin und spezialisierte sich für "Magen-, Darm- und Bluterkrankungen". Ab 1924 war er Chefarzt der Medizinischen Klinik im Bispebjerg-Hospital und ab 1935 Professor der Inneren Medizin an der Universität Kopenhagen. Im Jahr 1941 wurde er zum Mitglied der Leopoldina gewählt.
Sein Hauptarbeitsgebiet waren innere Erkrankungen, speziell Erkrankungen der Leber, wie die nach ihm benannte Störung des Bilirubinstoffwechsels Morbus Meulengracht, die er 1918 als "hereditären hämolytischen Ikterus" beschrieb.
Er forschte außerdem zur (auch als Holst-Meulengracht-Krankheit bezeichneten) Polymyalgia rheumatica, zur damals oft tödlichen perniziösen Anämie und entwickelte 1934 in seinem Aufsatz Treatment of hematemesis and melaena with food die sogenannte Meulengracht-Diät zur Behandlung von gastrointestinalen Blutungen mit Bluterbrechen. Während die Behandlung vorher in absoluter Bettruhe und einer restriktiven Diät nur mit Eiswürfeln und geringen Mengen Milch bestand, empfahl er eine Schonkost mit Antazida und Eisen-Supplementation sowie frühzeitige Mobilisierung.
In Kopenhagen war er eine medizinische Autorität und führte während der 33-jährigen Chefarzttätigkeit auch eine Privatpraxis mit vielen prominenten Patienten. Dazu zählte der dänische König Frederik IX., der auch ein persönlicher Freund wurde.
Meulengracht galt als eine "markante" Person, trotz kleiner Statur, und war ein begeisterter Jäger. Er heiratete 1920 seine Frau Olga, mit der er zwei Kinder hatte. Er starb 89-jährig und wurde auf dem Garnisonsfriedhof in Kopenhagen bestattet.

## Veröffentlichungen
- Om Gastritis polyposa. 1913
- Erfaringer og Bemærkninger om Adrenalinbehandling ved Asthma bronchiale. Meddelelser fra: Frederiksberg Hospitals afd. B, 1913
- Nogle Iagttagelser angaaende Hæmoglobinbestemmelser. Fra Bispebjerg Hospitals patologiske Institut, 1916
- Studier over den kroniske hereditaere haemolytiske Ikterus (Konstitutionel Hyperspleni). Kopenhagen 1918
  - deutsche Fassung: Der chronische hereditäre hämolytische Ikterus (Konstitutionelle Hypersplenie). Eine nosographische Studie. Klinkhardt, Leipzig 1922
- Et Bilirubin-Kalorimeter til klinisk Bestemmelse af Bilirubinmngden i Blodet. Fra Bispebjerg Hospitals med. Afd. B, 1921
- (mit Hans Christian Gram) Hæmatologisk Teknik. Kortfattet Vejledning i Undersøgelsen af Blodet for Læger og Studerende. 1922 (2. Auflage 1930, 3. Auflage 1949)
- Akut trombopenisk Purpura ("Purpura fulminans") behandlet med Blodtransfusioner. Fra Bispebjerg Hospitals med. Afd. B, 1923
- Treatment of hematemesis and melaena with food. Acta medica Scandinavica. Supplementum, Stockholm, 1934, 59: 375-185.
- (mit A. Thisted) Den kvantitative Urobilinbestemmelse i Urinen. Fra Bispebjerg Hospitals medic. Afd. B, 1925
- (mit H. C. Gram, Poul Iversen) Klinisk Laboratorieteknik. 1937
- A symposium on the blood and blood-forming organs. Madison, 1939
- Die medizinische Behandlung der Ulkuskrankheit und ihre Komplikationen. Schweizerische Medizinische Wochenschrift. Jg. 72. 1942. Nr. 43

### Festschrift
- Mogens Jersild (Hrsg.): Studia et opuscula in honorem Einar Meulengracht sexagenarii ab amicis collegisque conscripta VII. aprilis A.D. MCMXLVII. Rosenkilde og Bagger, Kopenhagen 1948 (Acta Medica Scandinavica. Supplementum. 213)